# Guerre froide sous les mers
Guerre froide sous les mers : l'histoire extraordinaire des sous-marins espions américains est un livre qui retrace l'utilisation des sous-marins américains pour des missions de renseignement pendant la guerre froide.

## Chapitres
Le livre comprend douze chapitres et trois annexes :
- Chapitre 1 « Un début meurtrier » : À partir de 1948, l'US Navy envoie des sous-marins en patrouille de renseignement d'origine électromagnétique au large de l'URSS. La première reconnaissance est accomplie par les sous-marins USS Seadog et USS Blackfin en mer de Béring. Le chapitre raconte de manière détaillée la patrouille de l'USS Cochino, équipé de schnorkel, en mer de Barents en 1949, qui sombra à la suite d'une explosion de batterie.

- Chapitre 2 « Whisky à gogo » : lors d'une patrouille de reconnaissance en 1957, l'USS Gudgeon (SS-567) est repéré par des destroyers de la marine soviétique et poursuivi jusqu'à ce que, à court d'air, il soit forcé de faire surface. De manière similaire, l'USS Wahoo est surpris au large d'une côte soviétique début 1958. En réaction, les Américains cherchent à rendre la pareille aux sous-marins soviétiques. En mai 1959, l'USS Grenadier parvient à traquer un sous-marin de la classe Zoulou jusqu'à ce qu'il fasse surface au large de l'Islande. À la suite de leurs déconvenues, les Américains s'orientent vers les sous-marins nucléaires, capables de rester en plongée presque indéfiniment.

- Chapitre 3 « Plongée profonde » : à la suite du naufrage accidentel de l'USS Thresher, l'US Navy lance un projet de véhicules de plongée profonde dirigé par John Craven. Le programme « plongée profonde » débouche sur des programmes de recherche d'objets à grande profondeur. L'USS Halibut (SSN-587) est spécialement converti et participe à la recherche d'une bombe H perdue en Méditerranée lors de l'incident nucléaire de Palomares.

- Chapitre 4 « Poing de velours » : Raconte les premières campagnes infructueuses de recherche de débris de missiles soviétiques par l'USS Halibut et la découverte de l'épave du sous-marin K-129.

- Chapitre 5 « Mort d'un sous-marin » : chapitre sur le naufrage et la recherche de l'USS Scorpion. Reprend principalement la thèse de l’explosion de torpille accidentelle de John Craven.

- Chapitre 6 « La ballade de Whitey Mack » : Le « sport » des années 1960 est la découverte et la poursuite des nouveaux modèles de sous-marins soviétiques. Parmi les chasseurs les plus réputés figurent les USS Dace, USS Ray et USS Greenling. Récit détaillé de la traque d'un sous-marin lanceur d'engins classe Yankee pendant 47 jours par l'USS Lapon, récompensée par une Presidential Unit Citation.

- Chapitre 7 « Le voilà... » : Les traques entraînent des collisions. Mention de la collision entre l'USS Gato et le K-19 en 1969. Récit détaillé de la collision de l’USS Tautog (SSN-639) avec le K-108 en 1970. Le sous-marin soviétique fut cru à l'époque perdu par les Américains, mais il a en réalité pu retourner à son port sans déplorer de pertes humaines.

- Chapitre 8 « Et bien, allons-y pour Oshskosh » : Premières opérations d'écoutes des câbles sous-marins en mer d’Okhotsk par l'USS Halibut (opération Ivy Bells) en 1972. L’Halibut, secoué, doit se poser sur le fond. Ultérieurement, il sera équipé de « skis » pour ce genre de manœuvre.

- Chapitre 9 « Le château de sable à 500 millions de dollars » : tentative de la CIA de remonter secrètement l’épave du K-129 (projet Jennifer). Enquête de la commission Pike sur les activités de renseignement sous-marin. Poursuite des opérations d'écoutes Ivy Bells par l'USS Seawolf en 1976-1977.

- Chapitre 10 « Triomphe et crise » : poursuite des opérations Ivy Bells, extension à la mer de Barents sous la présidence Carter. Implication de l’USS Parche en mer d'Okhotsk en 1978, et premier branchement en mer de Barents en 1979. Échouage de l’USS Seawolf en mer d'Okhotsk fin 1981.

- Chapitre 11 « Les joyaux de la couronne » : suites des opérations d’écoute. Compromission d’Ivy Bells. Déplacement des opérations de sous-marins vers l'Arctique. Mission « endurance » du Parche de 1982 (passage par le cap Horn avant d'entrer dans la mer de Barents, mission de 137 jours). Tensions de la remontée de la guerre Froide de 1983. Mission de l’USS Parche en 1984, enregistrements concernant les tensions de 1983 surnommés « Les joyaux de la couronne ». Affaires d'espionnages Walker et Pelton. Missions du Seawolf et du NR-1 en Méditerranée en 1986. Mission du Parche en 1986, repéré, parvient à échapper à la marine soviétique.

- Chapitre 12 « Fait confiance, mais vérifie » : quelques réflexions sur la fin de la guerre froide et son impact sur les missions de renseignement sous-marin.

- Annexe A : Liste de collisions de sous-marins

- Annexe B « Et du côté soviétique » : quelques anecdotes sur les sous-marins soviétiques, notamment des accidents tragiques.

- Annexe C : Distinctions attribuées aux sous-marins US

## Liens
- Présentation sur le site de l'éditeur